# Akropolis

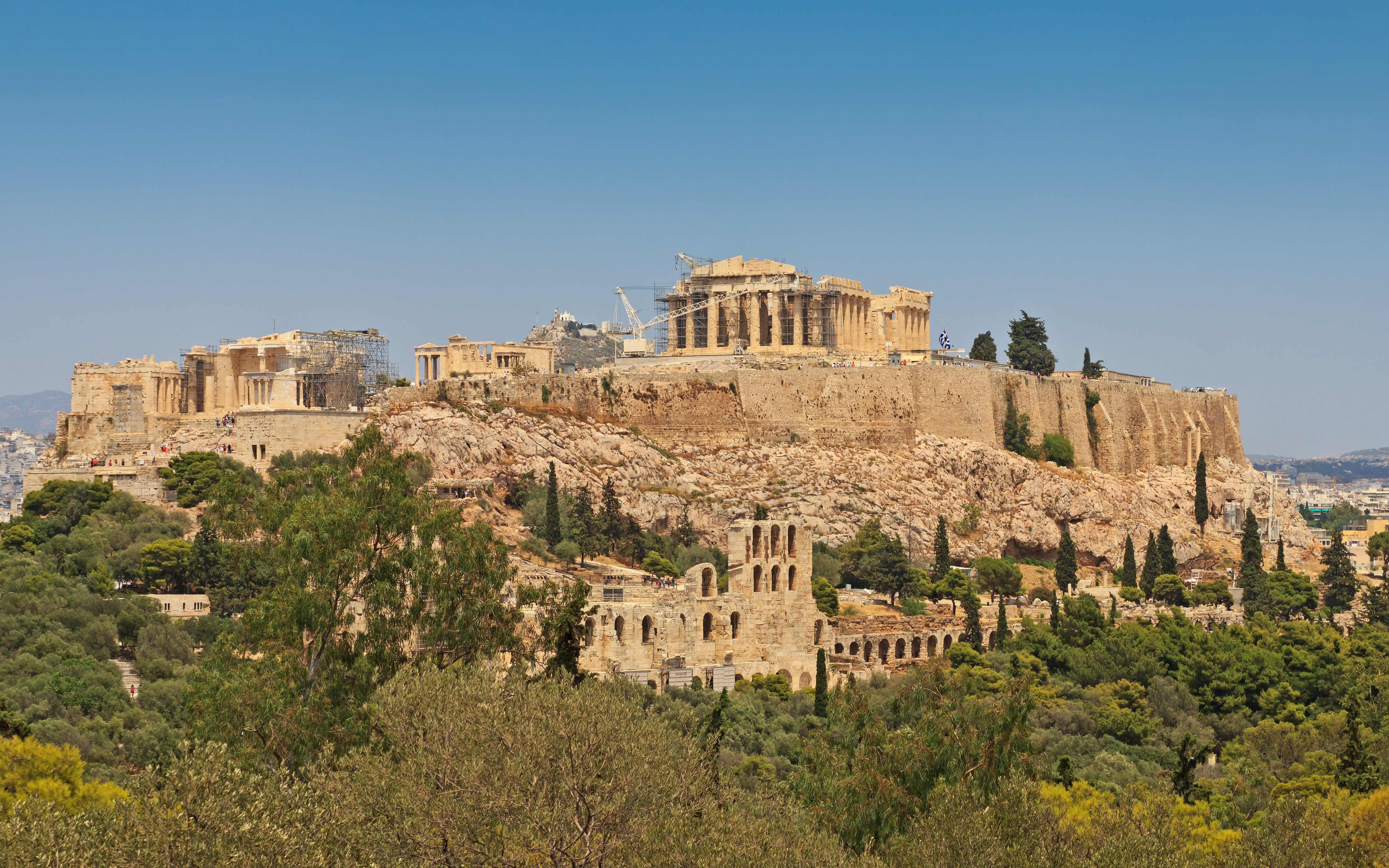
Die Akropolis in Athen

Der Begriff Akropolis (Oberstadt), auch Akropole genannt, bezeichnet im ursprünglichen Sinn den zu einer antiken griechischen Stadt gehörenden Burgberg beziehungsweise die Wehranlage, die zumeist auf der höchsten Erhebung nahe der Stadt erbaut wurde. Die Akropolis von Athen ist die bekannteste der Welt.

## Akropolis im antiken Griechenland
Zu einer antiken griechischen Stadt gehörte meist eine Akropolis. Aus Verteidigungsgründen wählten die frühen Siedler einer Stadt Erhöhungen und Hügel aus, wenn möglich mit steilen Hängen. Die Akropolis entsprach somit einer Zitadelle, jedoch entwickelte sie sich im Laufe der Geschichte von einer Wehranlage auf dem Burgberg auch zum Kultplatz mit den wichtigsten Heiligtümern. Die frühen Siedlungen entwickelten sich dagegen vielerorts zu den Zentren großer Städte, die sich über die angrenzenden Täler ausbreiteten. Die bekannteste Akropolis ist die Akropolis von Athen.

## Herkunft und Verwendung des Begriffs
Das Wort stammt aus dem Altgriechischen: ἀκρόπολις akrópolis ist zusammengesetzt aus ἄκρος ákros „höchster“, „oberster“ und πόλις pólis „Stadt“ und bedeutet „Hochstadt“ oder „Oberstadt“.
Der Begriff „Akropolis“ war früher ausschließlich auf den antiken griechischen Kulturraum beschränkt, wird aber heute auch für art- und zweckverwandte Bauwerke anderer antiker Kulturen wie Etrusker, Kelten oder Maya verwendet. Mit einigem Grund könnte man auch das römische Kapitol als Akropolis bezeichnen.
Bei mittelalterlichen und frühneuzeitlichen Anlagen spricht man von Zitadellen, Bergforts (zum Beispiel Chittorgarh und andere Bergfestungen von Rajasthan) oder von Kasbahs – so könnten auch die Alhambra von Granada oder die Alcazaba von Málaga als Akropolis angesehen werden.

## Beispiele

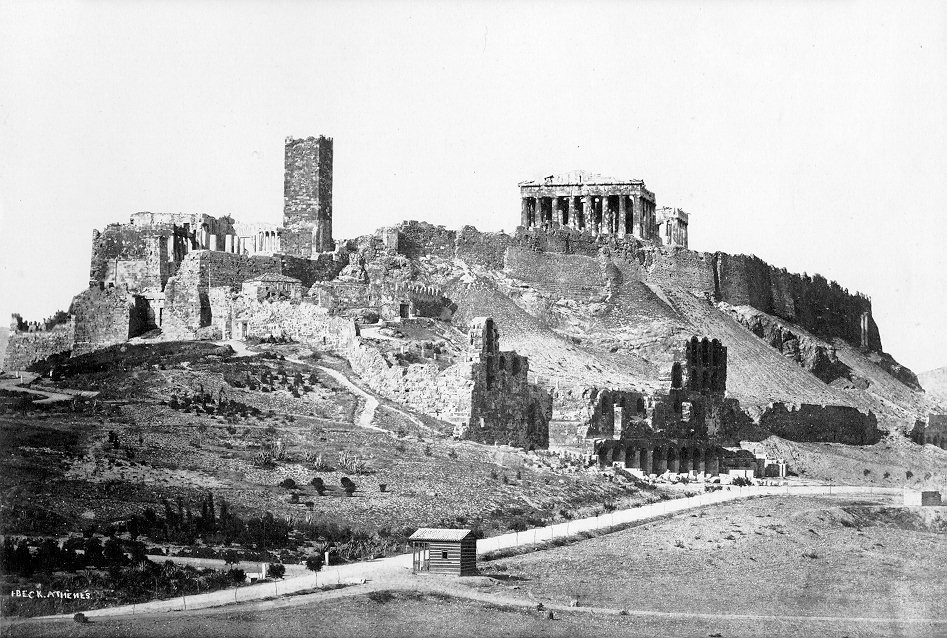
Akropolis von Athen, 1872
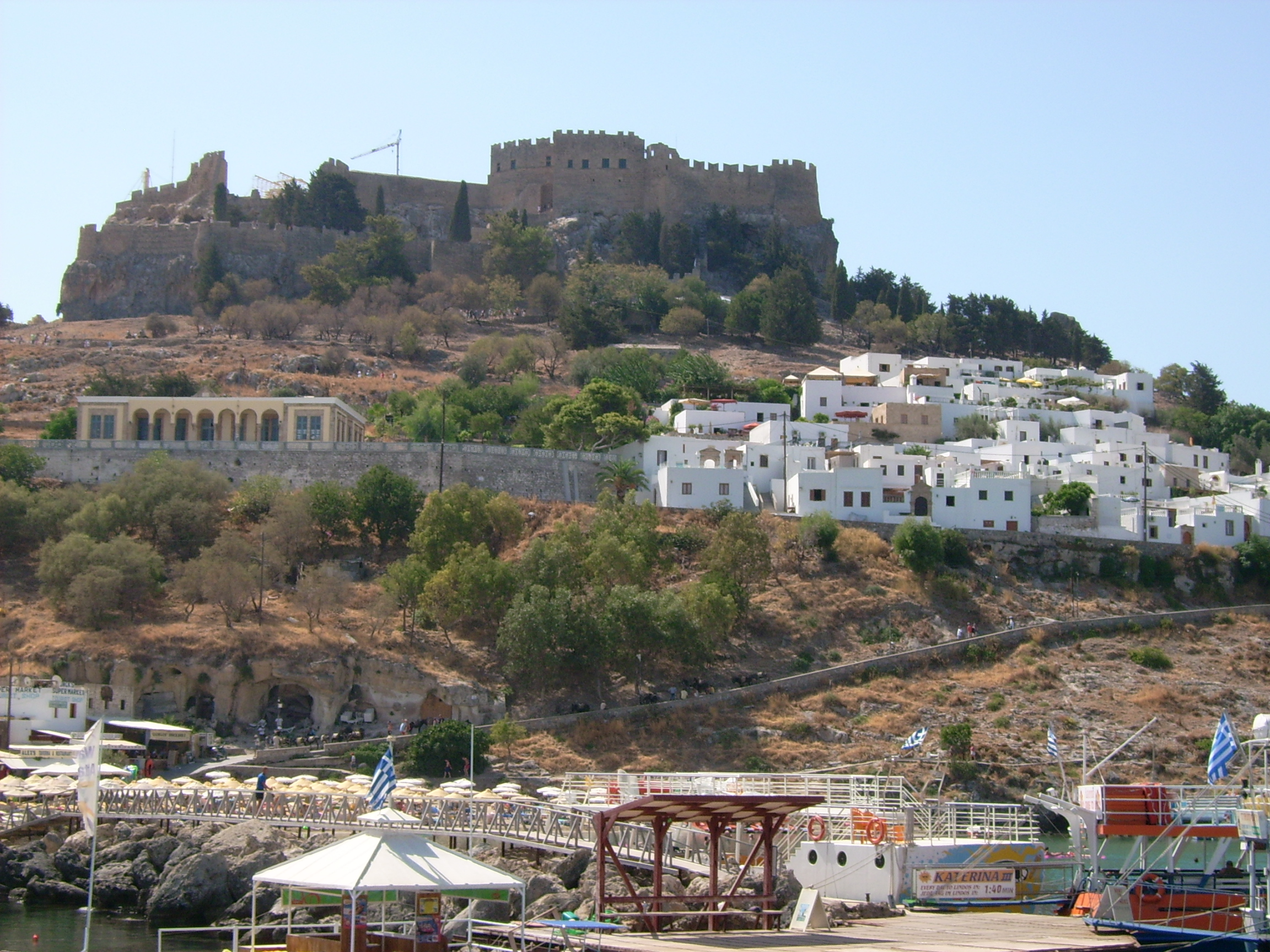
Akropolis von Lindos auf Rhodos
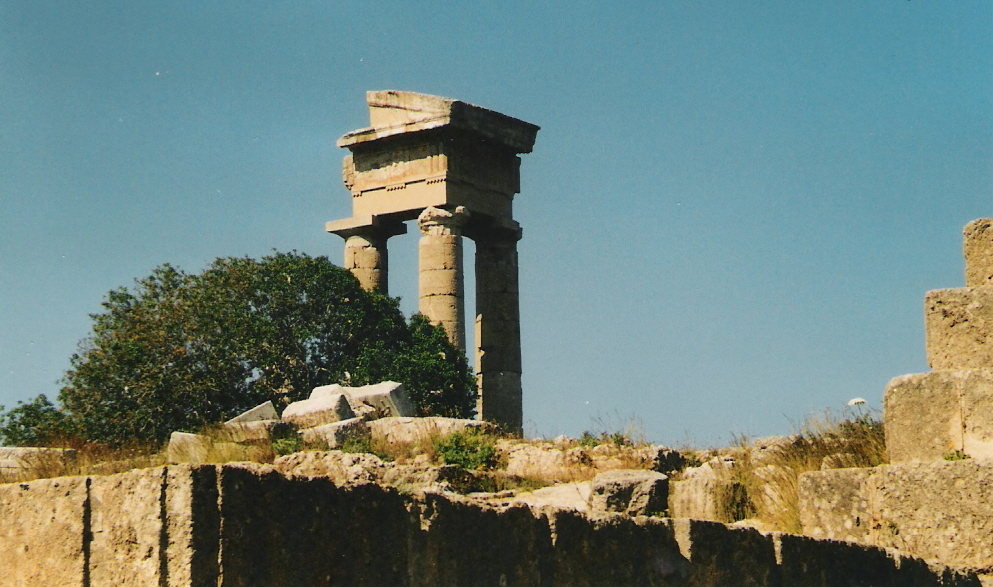
Akropolis von Rhodos auf dem Monte Smith
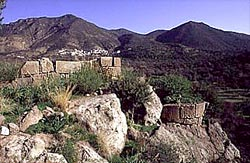
Akropolis Paliokastro von Methana
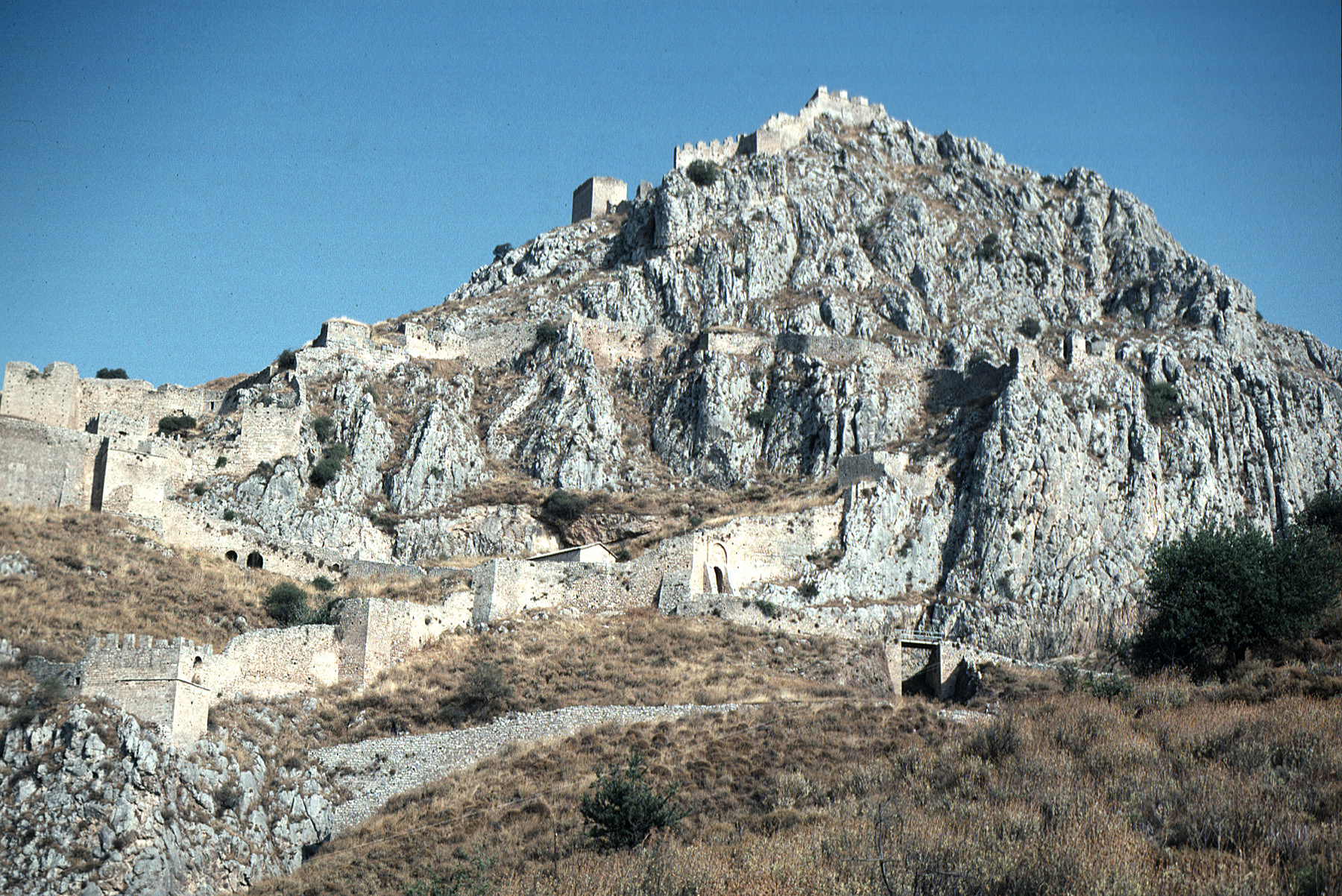
Akrokorinth